# Svartbukig trapp
Svartbukig trapp (Lissotis melanogaster) är en fågel i familjen trappar inom ordningen trappfåglar.

## Utseende
Svartbukig trapp är en medelstor trapp med svarta fläckar på mestadels ljusbrun rygg. Hanen har svart på buk, strupe, i en fläck i ansiktet och i en strimma på halsen. Honan är istället enfärgat beigebrun från buken till huvudet. I flykten uppvisar båda könen vita fönster på vingarna. 

## Utbredning och systematik
Svartbukig trapp delas upp i två underarter:
- Lissotis melanogaster melanogaster – förekommer från Senegal till Etiopien, södra Angola och Moçambique
- Lissotis melanogaster notophila – sydöstra Africa söder om Zambesifloden till västra Zimbabwe och Sydafrika

## Levnadssätt
Svartbukig trapp ses enstaka eller i par i högvuxen gräsmark och gräsrik savann. Hanen uppvisar ett märkligt spel genom att först sträcka halsen och utstöta grodlika "kwoork", varefter den drar in huvudet till skuldrorna och utstöter ett morrande ljud, följt av ett champagnekorkliknande "pop" när den lyfter huvudet igen. Hanen har också en spelflykt när vingarna hålls stelt bakåt och den uppuffade strupen exponeras.

## Status och hot
Arten har ett stort utbredningsområde, men tros minska i antal, dock inte tillräckligt kraftigt för att den ska betraktas som hotad. Internationella naturvårdsunionen IUCN listar arten som livskraftig (LC).